# Verenigd Koninkrijk op het Junior Eurovisiesongfestival
Het Verenigd Koninkrijk deed tussen 2003 en 2005, en sinds 2022 mee aan het Junior Eurovisiesongfestival.

## Geschiedenis
Het Verenigd Koninkrijk was een van de landen die debuteerden op het allereerste Junior Eurovisiesongfestival in 2003. Bij die eerste deelname werden de Britten vertegenwoordigd door Tom Morley en zijn liedje My song for the world. Hij kreeg 118 punten en behaalde daarmee de derde plaats.
Voor de tweede editie van het Junior Eurovisiesongfestival, in 2004, werd het Verenigd Koninkrijk door de EBU gevraagd om als gastland te fungeren. Als locatie werd in eerste instantie de stad Manchester aangewezen, maar vanwege financiële problemen zag de Britse omroep ITV zich uiteindelijk gedwongen de organisatie op te geven. Het evenement werd vervolgens overgenomen door de Noorse plaats Lillehammer. Daar traden de Britten aan met Cory Spedding, die zittend achter een piano haar liedje The best is yet to come vertolkte. Spedding eindigde op de tweede plaats, met 31 punten achterstand op de Spaanse winnares María Isabel.
Op het Junior Eurovisiesongfestival 2005 in Hasselt waren de Britten van de partij met Joni Fuller. Zij bracht het lied How does it feel? en begeleidde zichzelf daarbij op viool. Deze inzending leverde de Britten weinig succes op, want Fuller kwam niet verder dan de veertiende plaats.
In 2006 trok het Verenigd Koninkrijk zich na drie deelnames terug van het Junior Eurovisiesongfestival, zogezegd vanwege een gebrek aan belangstelling bij het Britse publiek en slechte kijkcijfers. Sindsdien is het land niet meer op het festival verschenen. Wel was er in 2008 nog interesse vanuit de Welshe omroep S4C om namens het Verenigd Koninkrijk een kandidaat af te vaardigen. Hiermee wilde de omroep het Welsh in Europa onder de aandacht te brengen. Het plan liep uiteindelijk op niets uit. Tien jaar later, in 2018, trad Wales echter alsnog aan op het Junior Eurovisiesongfestival. Dit betrof echter een onafhankelijke inzending die niet viel onder de vlag van het Verenigd Koninkrijk.
In augustus 2022 werd bekend dat het Verenigd Koninkrijk na een afwezigheid van 17 jaar terug zou komen op het festival. Freya Skye behaalde, ondanks dat ze ziek was, de vijfde plaats met 146 punten, met het nummer Lose my head. Een jaar later eindigde het land als vierde.

## Lijst van deelnames van het Verenigd Koninkrijk
| Jaar | Artiest       | Lied                    | Plaats | Punten | Taal   |
| ---- | ------------- | ----------------------- | ------ | ------ | ------ |
| 2003 | Tom Morley    | My song for the world   | 3      | 118    | Engels |
| 2004 | Cory Spedding | The best is yet to come | 2      | 140    | Engels |
| 2005 | Joni Fuller   | How does it feel?       | 14     | 28     | Engels |
| 2022 | Freya Skye    | Lose my head            | 5      | 146    | Engels |
| 2023 | STAND UNIQ3   | Back to life            | 4      | 160    | Engels |

| Kleur | Betekenis      |
| ----- | -------------- |
|       | Eerste plaats  |
|       | Tweede plaats  |
|       | Derde plaats   |
|       | Laatste plaats |
|       | Gastland       |

## Gegeven en gekregen punten
| Plaats | Land        | Punten |
| ------ | ----------- | ------ |
| 1      | Spanje      | 51     |
| 2      | Nederland   | 21     |
| 3      | Armenië     | 20     |
| 3      | Kroatië     | 20     |
| 5      | Frankrijk   | 18     |
| 5      | Griekenland | 18     |
| 5      | Malta       | 18     |

| Plaats | Land       | Punten |
| ------ | ---------- | ------ |
| 1      | Malta      | 38     |
| 2      | Nederland  | 34     |
| 2      | Spanje     | 34     |
| 4      | Polen      | 28     |
| 5      | Denemarken | 25     |

## Twaalf punten
(Een vetgedrukte editie betekent dat het land die editie won.)
| Aantal | Land    | Edities              |
| ------ | ------- | -------------------- |
| 3      | Spanje  | 2003, 2005, 2022 (J) |
| 1      | Armenië | 2023 (J)             |
| 1      | Kroatië | 2004                 |

| Aantal | Land        | Edities            |
| ------ | ----------- | ------------------ |
| 2      | Oekraïne    | 2022 (J), 2023 (J) |
| 1      | Albanië     | 2023 (J)           |
| 1      | Denemarken  | 2003               |
| 1      | Malta       | 2003               |
| 1      | Nederland   | 2004               |
| 1      | Wit-Rusland | 2003               |

2003 · 2004 · 2005 · 2006-2021 · 2022 · 2023 · 2024